# Dissoptera
Dissoptera là một chi ruồi trong họ Syrphidae.